# Turistická značená trasa 8643
 Turistická značená trasa č. 8643 měří 1 km; spojuje rozcestí Chata Lysec v Jasenské dolině a rozcestí Mažiarky v západní části pohoří Velké Fatry na Slovensku. 

## Průběh trasy
Od rozcestí Chata Lysec stoupá prudčeji z rozcestí Mažiarky, zprvu lesním terénem, ke konci terénem odlesněným s výhledy. Jedná se jen o velmi krátkou, spojovací trasu.

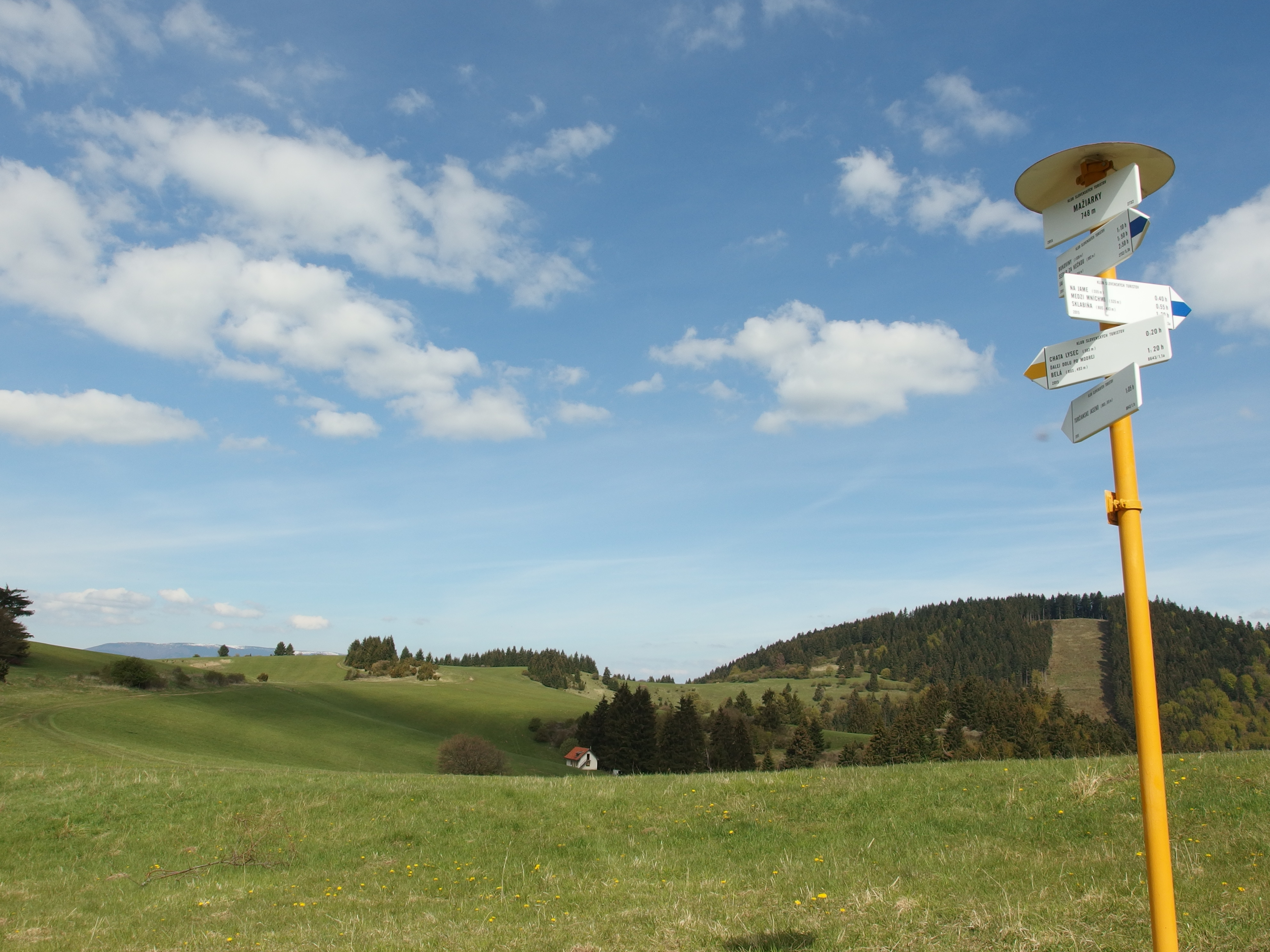
Mažiarky
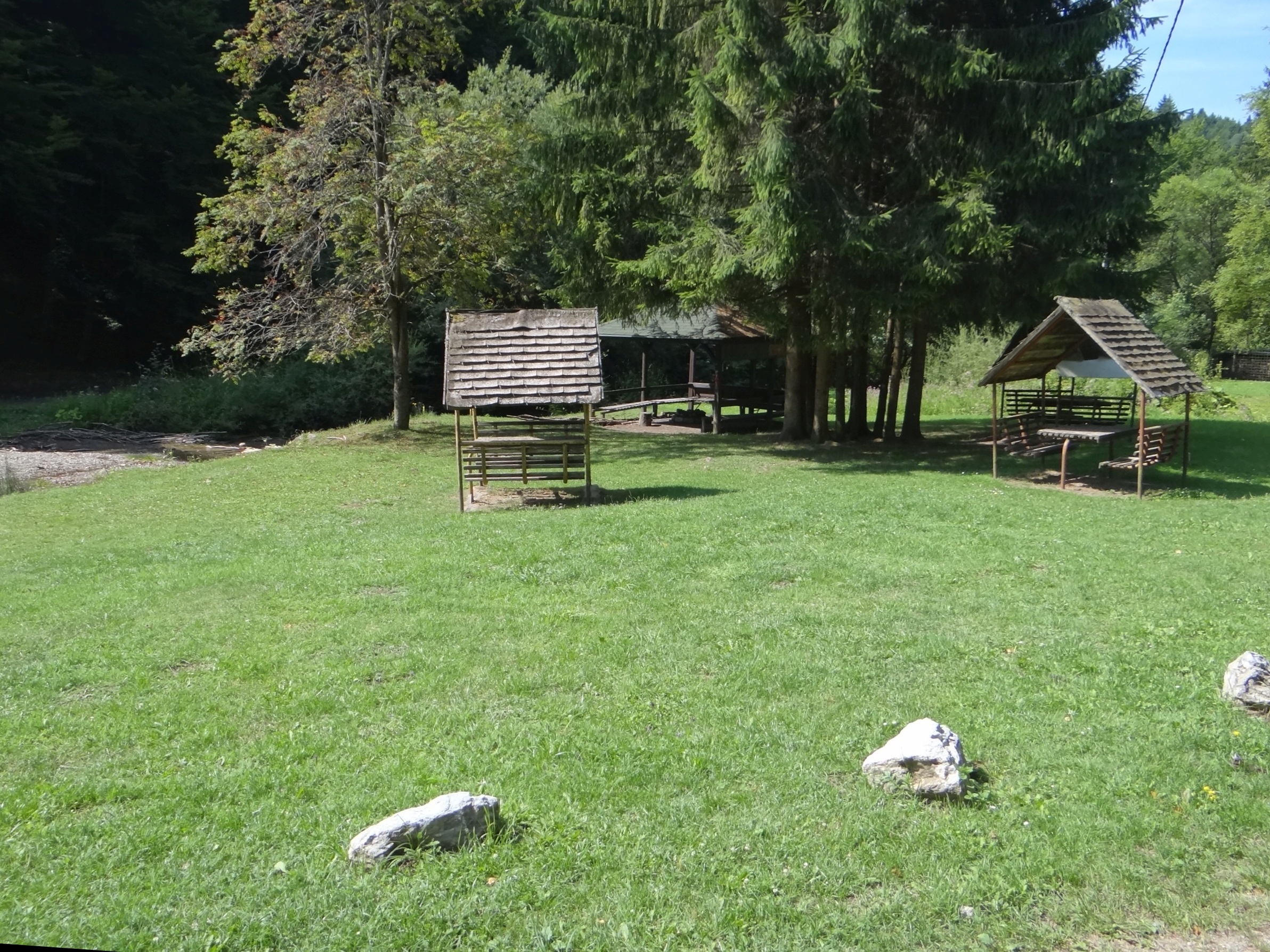
Chata Lysec

| Km  | Místo       | Navazující a křižující trasy | Souřadnice                     | Nadm. výška |
| --- | ----------- | ---------------------------- | ------------------------------ | ----------- |
| 0,0 | Chata Lysec | 2721                         | 49°0′44″ s. š., 19°1′51″ v. d. | 583 m n. m. |
| 1,0 | Mažiarky    | 2732                         | 49°1′3″ s. š., 19°2′19″ v. d.  | 748 m n. m. |